# Grant Sampson
Grant Sampson (* 26. Januar 1982 in Kapstadt) ist ein südafrikanischer Dartspieler.

## Biografie
Grant Sampson konnte sich beim afrikanischen WM-Qualifier für die PDC World Darts Championship 2023 qualifizieren. Im Turnierverlauf bezwang er unter anderem Devon Petersen. Im Finale siegte er mit 8:3 gegen Laezeltrich Wentzel. Zuvor war Sampson in der Dartszene selbst für Experten ein unbekannter Spieler. Bei der Weltmeisterschaft selbst sorgte Sampson dann für die erste Überraschung des Turniers, als er einen schwach spielenden Keane Barry mit 3:1 aus dem Turnier werfen konnte. Am zweiten Turniertag unterlag er dann jedoch deutlich dem Belgier Kim Huybrechts.
Mitte Januar 2023 nahm Sampson erstmals an der PDC Qualifying School in Kalkar teil. Er erspielte sich dabei denkbar knapp die Qualifikation für die Final Stage über die Rangliste. In dieser errang er jedoch keinen Punkt für die Rangliste und schied somit aus. Daraufhin spielte er die Turniere in Afrika wie die neu geschaffene African Continental Tour, bei der er ein Finale und ein Halbfinale erreichte.
Bei der European Q-School nahm Sampson wieder teil. Drei Spiele konnte er dabei gewinnen, was jedoch nicht für die Teilnahme an der Final Stage reichte.

## Weltmeisterschaftsresultate

### PDC
- 2023: 2. Runde (0:3-Niederlage gegen  Kim Huybrechts)